# Teurow
Teurow ist ein bewohnter Gemeindeteil der amtsangehörigen Gemeinde Halbe im Landkreis Dahme-Spreewald in Brandenburg. Bis zum 1. Januar 1974 war Teurow eine eigenständige Gemeinde.

## Lage
Teurow liegt im Naturpark Dahme-Heideseen, etwa 20 Kilometer Luftlinie nordwestlich der Kreisstadt Lübben. Umliegende Ortschaften sind Halbe im Norden, die Stadt Märkisch Buchholz im Nordosten, Köthen im Südosten, Oderin im Süden, Freidorf im Südwesten sowie der Teupitzer Ortsteil Tornow im Nordwesten.
Teurow liegt im Naturschutzgebiet Mahnigsee-Dahmetal. Durch den Ort fließen die Dahme sowie mehrere Nebenarme dieser, die südlich des Ortsgebietes in die Dahme münden. Östlich von Teurow liegt der Oderiner See. Von Teurow aus führten Straßen nach Halbe, nach Freidorf und nach Oderin. Der Ort liegt an der Bahnstrecke Berlin–Görlitz.

## Geschichte und Etymologie

### 14. bis 16. Jahrhundert
Teurow wurde erstmals im Jahr 1449 als den Tauer dorfstadt urkundlich erwähnt. Der Name „Tauer“ ist von dem niedersorbischen Wort „tur“ abgeleitet, was „Auerochse“ bedeutet. Weitere Schreibweisen waren den Theor im Jahr 1494 sowie den Thawer im Jahr 1490. Es gehörte vor 1449 bis 1539 der Herrschaft Buchholz und bestand 1490 aus einer Dorfstätte, einem Vorwerk sowie Wald und Heide als „Zubehör des Schlosses zu Buchholz“. Im Jahr 1539 übernahmen die Schenken von Landsberg die Dorfstätte, das Vorwerk samt Wald und Heide sowie die Ober- und Untergerichtsbarkeit. Im Jahr 1546 bestand im Ort eine Mühle „nebst Heide“. Diese hatte im Jahr 1624 als Thyrischer Müller bezeichnet ein Rad. Im Jahr 1627 gelangte „Thuro“ an den Licor Müller und seine Erben auf Tempelhof und Rat zu Berlin. Ein Jahr später bestand Teurow aus dem Gut zum Teurow sowie einer Mahl- und Schneidemühle sowie einem weiteren Gebäude. Die Einwohner hatten die Meierei- und Schäfereigerechtigkeit für bis zu 200 Schafe, durften auf 62 Morgen Holz schlagen sowie das Fischereirecht (vermutlich auf dem Oderiner See). Auswirkungen aus dem Dreißigjährigen Krieg sind bislang nicht bekannt, allerdings wurde Teurow im Jahr 1655 lediglich noch als „Gutlein Teurow“ beschrieben. Es ging in diesem Jahr wiederverkaufsweise an den Ratsverwandten M. Richter zu Berlin. Anschließend wechselten die Besitzer vergleichsweise häufig. Bis 1669 war es L. Henning, bis 1692 die Familie von Kahlenberg sowie bis 1699 ein E. F. Fehr.

### 17. und 18. Jahrhundert
Zur Jahrhundertwende besaß bis 1700 die Familie Bergius das Dorf, anschließend ging es bis 1704 an die Familie von Bautzen, von dort bis 1706 an die Familie van Cruyff sowie bis 1718 an J. Zübke. Im Jahr 1706 gab es einen Rittersitz mit Gärten, der Mahl- und Schneidemühle, einem Acker, der Schäfereigerechtigkeit, Wiesen sowie einen Pechofen an der Semmelei. Zum Rittersitz gehörten eine 62 Morgen große Heide, ein Weinberg, ein Picher, sowie ein Kossät und sechs Hausleute. Im Jahr 1711 gab es einen Müller, einen Schäfer sowie einen Knecht und 13 Paar Hausleute. Anschließend kam Teurow wie die gesamte Region im Jahr 1718 in die Herrschaft Königs Wusterhausens und wurde vom Amt Buchholz verwaltet. Im Jahr 1745 wurde lediglich das Vorwerk nebst einer Wassermahlmühle mit einem Gang erwähnt. Im Jahr 1775 erschien erstmals die heutige Schreibweise.

### 19. Jahrhundert

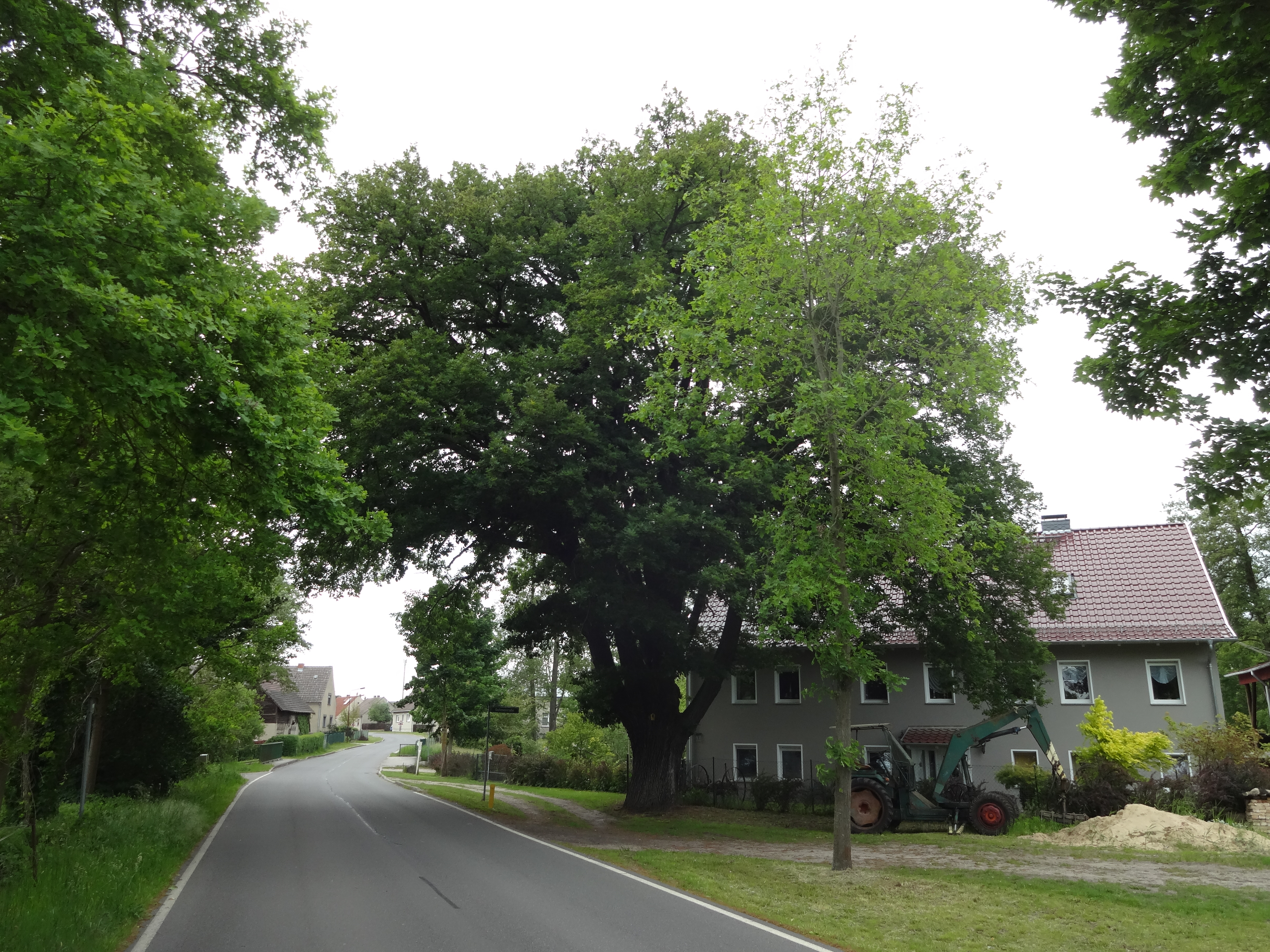
Naturdenkmal Eiche in Teurow

Im Jahr 1801 gab es das Vorwerk und eine Kolonie. In Teurow lebten und arbeiten acht Büdner und drei Einlieger. Es gab eine Wassermühle sowie acht Feuerstellen (=Haushalte). Bis ins Jahr 1815 lag Teurow im Königreich Sachsen. Nach dem Wiener Kongress wurden als Folge der Niederlage Sachsens Gebietsabtretungen an Preußen beschlossen, wodurch der Ort preußisch wurde. Danach lag die Gemeinde Teurow im neu gebildeten Landkreis Teltow des Regierungsbezirks Potsdam in der Provinz Brandenburg. 1840 wurde lediglich von dem Vorwerk und Kolonie mit 13 Wohnhäusern berichtet. 1841 wurde der Ortsname Theurow geschrieben. In diesem Jahr hatte der Ort laut der Topographisch-statistischen Übersicht des Regierungsbezirks Potsdam 13 Wohngebäude mit 121 Einwohnern und war ein Vorwerk der Stadt Buchholz (heute Märkisch Buchholz), wohin Teurow auch eingepfarrt war. Es gab zehn Hofeigentümer, die acht Knechte und Mägde beschäftigten. Weiterhin gab es 20 Arbeiter und zehn Besitzungen. Eine war 750 Morgen groß, eine weitere 60 Morgen sowie acht Besitzungen zwischen 5 und 40 Morgen (zusammen 72 Morgen). Im Dorf hatten sich zwischenzeitlich einige wenige Gewerke niedergelassen. Es gab zwei Schneidermeister, einen Zimmerergesellen sowie einen Mühlenflickarbeiter. Im Jahr 1860 bestand Teurow aus dem Dorf mit zwei Abbauten, der Teurower Wassermühle sowie der Schäferei mit elf Wohn- und 28 Wirtschaftsgebäuden, darunter eine Wassergetreide-, -säge- und -ölmühle sowie im Gut mit dem Abbau Forstaufseherhaus der Hammerschen Forst mit zwei Wohn- und sechs Wirtschaftsgebäuden.

### 20. und 21. Jahrhundert
Um die Jahrhundertwende standen im Ort 19 und im Gut drei Häuser. Der Bestand wuchs auf 31 Häuser im Jahr 1931 an. Im Jahr 1939 gab es im Dorf einen land- und forstwirtschaftlichen Betrieb, der größer als 100 Hektar war. Sechs weitere Betriebe waren zwischen 5 und 10 Hektar, 17 Betriebe zwischen 0,5 und 5 Hektar groß.
Nach dem Zweiten Weltkrieg wurde Teurow Teil der Sowjetischen Besatzungszone und später der DDR. 220 Hektar Fläche wurden enteignet und davon 214 Hektar aufgeteilt: 25 Bauern erhielten bis zu einem Hektar (zusammen 12 Hektar), sechs Betriebe zwischen einem und fünf Hektar (zusammen 26 Hektar) sowie acht Bauern zwischen fünf und zehn Hektar (zusammen 76 Hektar). Auf 14 Altbauern wurden weitere 45 Hektar verteilt. 22 Hektar kamen an die Gemeinde Halbe, weitere 33 Hektar an die Gemeinde Freidorf. Bei der DDR-Kreisreform am 25. Juli 1952 wurde Teurow dem Kreis Königs Wusterhausen im Bezirk Potsdam zugeordnet. Im gleichen Jahr gründete sich eine LPG vom Typ I mit zunächst sieben Mitgliedern und 31 Hektar landwirtschaftlicher Nutzfläche. Sie wuchs als Typ III bis zum Jahr 1960 auf 40 Mitglieder und 158 Hektar Fläche an und wurde 1969 mit der LPG in Oderin zusammengeschlossen. Im Jahr 1973 bestanden die LPG Teurow sowie die Revierförsterei Teurow. Am 1. Januar 1974 wurde Teurow nach Halbe eingemeindet. Nach der Wende wurde der Kreis Königs Wusterhausen in Landkreis Königs Wusterhausen umbenannt und schließlich aufgelöst, bei der Kreisreform im Dezember 1993 wurde die Gemeinde Halbe mit dem Ortsteil Teurow dem neuen Landkreis Dahme-Spreewald zugeordnet. Teurow gehört dem Amt Schenkenländchen an.

## Kultur und Sehenswürdigkeiten

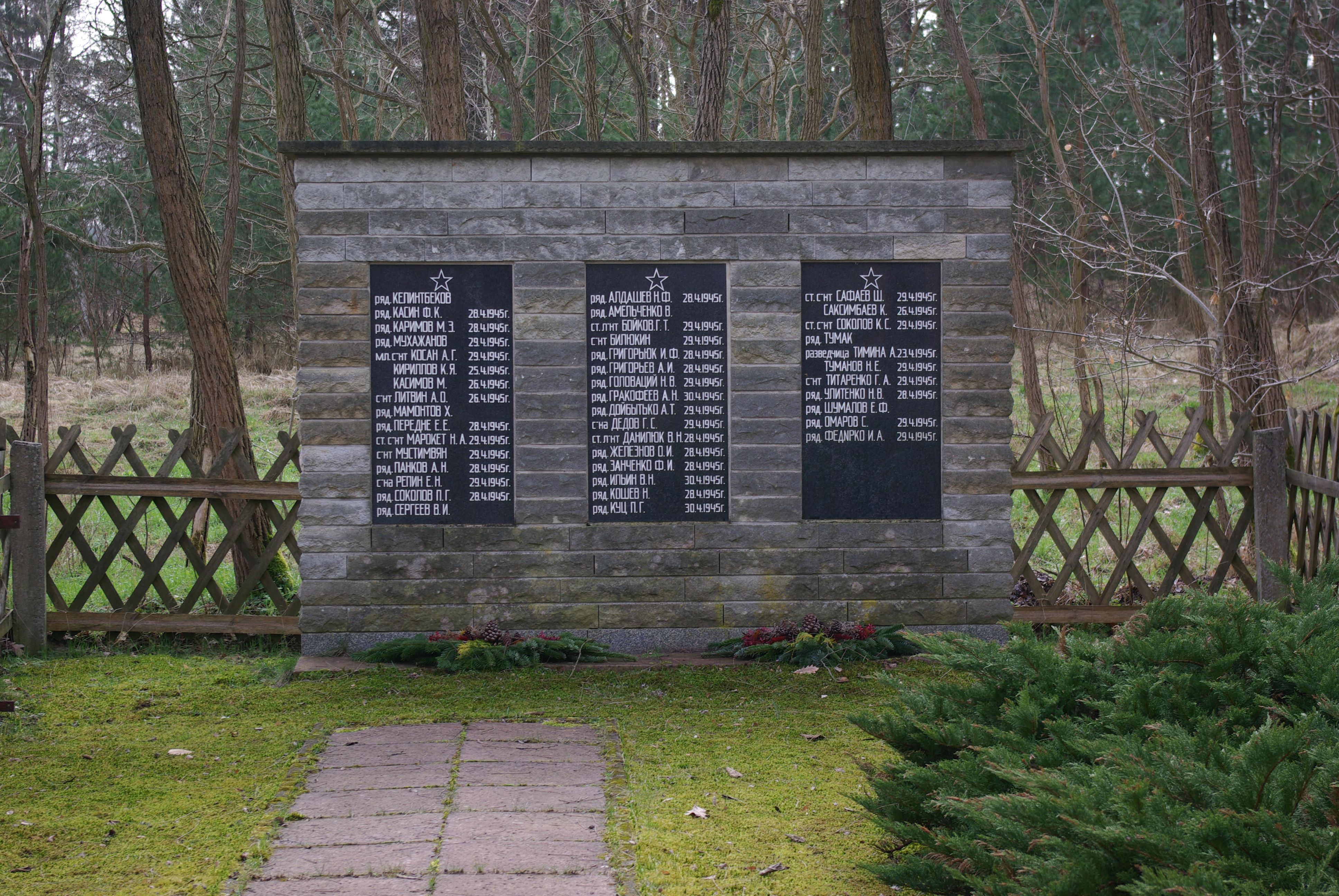
Gedenktafel auf dem Sowjetischen Ehrenfriedhof

- Der Sowjetische Ehrenfriedhof von Teurow wurde nach dem Zweiten Weltkrieg zum Gedenken an 86 sowjetische Soldaten und Offiziere sowie 61 sowjetische Kriegsgefangene angelegt. Er steht unter Denkmalschutz.

## Einwohnerentwicklung
| Jahr      | 1875 | 1890 | 1910 | 1925 | 1933 | 1939 | 1946 | 1950 | 1964 | 1971 |
| Einwohner | 195  | 190  | 198  | 220  | 190  | 215  | 202  | 233  | 224  | 220  |